# 阅读机
阅读机是一种让盲人能吸收書本上的內容並獲得知識的辅助技术。阅读机的原理是通过扫描和光学字符识别将书本上的图像转换为文本，并使用语音合成器读出内容。1913年，伯明翰大学的Edmund Fournier d'Albe博士开发了第一台阅读机的原型机，並称之为Optophone 。